# آندرئا جوردانا
آندرئا جوردانا (ایتالیایی: Andrea Giordana؛ زادهٔ ۲۷ مارس ۱۹۴۶) بازیگر و خواننده اهل ایتالیا است. وی از سال ۱۹۵۷ میلادی تاکنون مشغول فعالیت بوده‌است.
از فیلم‌ها یا برنامه‌های تلویزیونی که وی در آن نقش داشته‌است، می‌توان به جنگ و صلح، ارادهٔ آنا، رنج و سرمستی، جزیره و هیرود بزرگ اشاره کرد.